# Chrysopa wagneri
Chrysopa wagneri is een insect uit de familie van de gaasvliegen (Chrysopidae), die tot de orde netvleugeligen (Neuroptera) behoort. 
Chrysopa wagneri is voor het eerst wetenschappelijk beschreven door Esben-Petersen in 1932.